# Chương trình 135
Chương trình 135 (hay đọc là: "chương trình một-ba-năm"), là một trong các chương trình xóa đói giảm nghèo ở Việt Nam do Nhà nước Việt Nam triển khai từ năm 1998. Theo kế hoạch ban đầu, chương trình sẽ kéo dài 7 năm và chia làm hai giai đoạn; giai đoạn 1 từ năm ngân sách 1998 đến năm 2000 và giai đoạn 2 từ năm 2001 đến năm 2005. Tuy nhiên, đến năm 2006, Nhà nước Việt Nam quyết định kéo dài chương trình này thêm 5 năm, và gọi giai đoạn 1997-2006 là giai đoạn I. Tiếp theo là giai đoạn II (2006-2010).

## Tên gọi
Tên Chương trình 135 bắt nguồn từ số quyết định 135/1998/QĐ-TTg ngày 31 tháng 7 năm 1998 của Thủ tướng Việt Nam. Tên gọi của chương trình theo quyết định này là "Chương trình phát triển kinh tế xã hội các xã đặc biệt khó khăn vùng dân tộc thiểu số và miền núi". Về sau, dù chương trình chuyển sang các giai đoạn hai và căn cứ pháp lý là các quyết định có số hiệu 07/2006/QĐ-TTg, chương trình vẫn được gọi là Chương trình 135. Từ năm 2012, chương trình 135 tiếp tục được sử dụng để gọi tắt Chương trình mục tiêu quốc gia giảm nghèo bền vững.

## Giai đoạn I (1997-2006)
Điều hành Chương trình 135 là Ban chỉ đạo chương trình phát triển kinh tế xã hội các xã đặc biệt khó khăn miền núi và vùng sâu, vùng xa. Người đứng đầu ban này là một phó thủ tướng chính phủ; phó ban là Chủ nhiệm Ủy ban Dân tộc; và các thành viên là một số thứ trưởng các bộ ngành và các đại diện đoàn thể xã hội.
Mục tiêu cụ thể của Chương trình 135 là:
- Phát triển sản xuất, nâng cao mức sống cho các hộ dân tộc thiểu số;
- Phát triển cơ sở hạ tầng;
- Phát triển các dịch vụ công cộng địa phương thiết yếu như điện, trường học, trạm y tế, nước sạch
- Nâng cao đời sống văn hóa.

Có nhiều biện pháp thực hiện chương trình này, bao gồm đầu tư ồ ạt của nhà nước, các dự án nhà nước và nhân dân cùng làm (nhà nước và nhân dân cùng chịu kinh phí, cùng thi công), miễn giảm thuế, cung cấp miễn phí sách giáo khoa, một số báo chí, v.v...
Năm 1999, Thủ tướng Chính phủ đã phê duyệt danh sách 1.870 xã đặc biệt khó khăn và các xã biên giới làm phạm vi của Chương trình 135. Các năm tiếp theo, do có sự chia tách và thành lập xã mới, nên số xã thuộc phạm vi Chương trình 135 đã vượt con số trên. Khi giai đoạn I kết thúc, Nhà nước Việt Nam đã chi khoảng 10 nghìn tỷ đồng, cả nước đã xây dựng và đưa vào sử dụng hơn 25 nghìn công trình thiết yếu các loại, góp phần thay đổi đáng kể bộ mặt nông thôn miền núi, cải thiện và nâng cao đời sống nhân dân. Tuy nhiên, cũng có đánh giá rằng hiệu quả của Chương trình 135 còn chưa cao, nhiều mục tiêu chưa thực hiện được.

#### Mục tiêu tổng quát
1. Tạo chuyển biến nhanh về sản xuất
2. Thúc đẩy chuyển dịch cơ cấu kinh tế nông nghiệp theo hướng sản xuất gắn với thị trường.
3. Cải thiện nâng cao đời sống vật chất, tinh thần của người dân.
4. Giảm khoảng cách phát triển giữa các dân tộc và giữa các vùng trong nước.
5. Đến năm 2010: Trên địa bàn không có hộ đói, giảm hộ nghèo xuống còn dưới 30%.

#### Nội dung chính chương trình

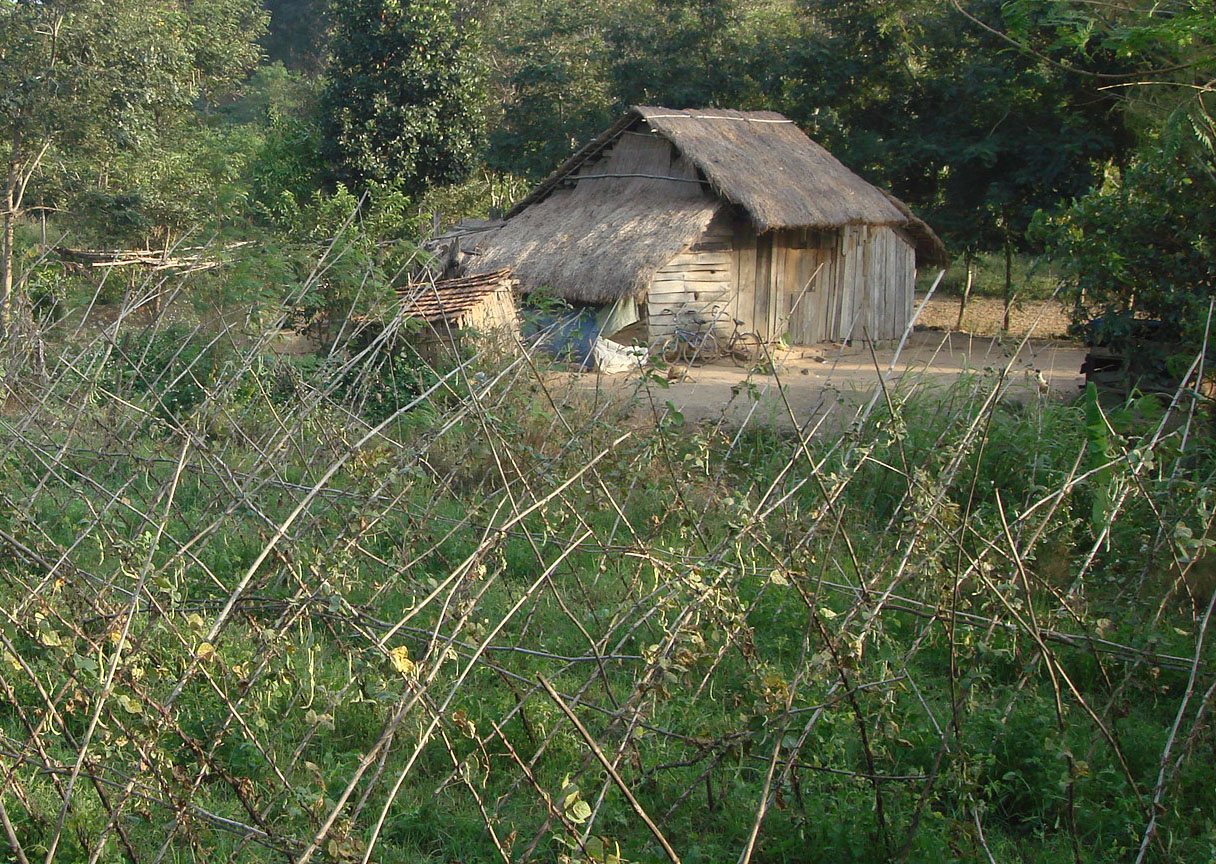
Nhà nghèo trước khi chưa có chương trình

- Hỗ trợ phát triển sản xuất và chuyển dịch cơ cấu kinh tế, nâng cao trình độ sản xuất của đồng bào các dân tộc. Đào tạo cán bộ khuyến nông thôn bản. Khuyến nông, khuyến lâm, khuyến ngư. Xây dựng các mô hình sản xuất có hiệu quả, phát triển công nghiệp chế biến bảo quản. Phát triển sản xuất: Kinh tế rừng, cây trồng có năng suất cao, chăn nuôi gia súc, gia cầm có giá trị.
- Phát triển cơ sở hạ tầng thiết yếu ở các xã, thôn, bản đặc biệt khó khăn. Làm đường dân sinh từ thôn, bản đến trung tâm xã phù hợp với khả năng nguồn vốn, công khai định mức hỗ trợ nhà nước. Xây dựng kiên cố hóa công trình thủy lợi: Đập, kênh, mương cấp 1-2, trạm bơm, phục vụ tưới tiêu sản xuất nông nghiệp và kết hợp cấp nước sinh hoạt. Làm hệ thống điện hạ thế đến thôn, bản; nơi ở chưa có điện lưới làm các dạng năng lượng khác nếu điều kiện cho phép. Xây dựng các công trình cấp nước sinh hoạt cho cộng đồng. Xây dựng nhà sinh hoạt cộng đồng thôn, bản (tùy theo phong tục tập quán) ở nơi cấp thiết.
- Đào tạo bồi dưỡng cán bộ cơ sở, kiến thức kĩ năng quản lý điều hành xã hội, nâng cao năng lực cộng đồng. Đào tạo nghề cho thanh niên 16 - 25 tuổi làm việc tại các nông lâm trường, công trường và xuất khẩu lao động.
- Hỗ trợ các dịch vụ, nâng cao chất lượng giáo dục, đời sống dân cư hợp vệ sinh giảm thiểu tác hại môi trường đến sức khỏe người dân. Tiếp cận các dịch vụ y tế, bảo hiểm và chăm sóc sức khỏe cộng động.

## Giai đoạn II (2006-2010)
Chính phủ Việt Nam đã xác định có 1.946 xã và 3.149 thôn, buôn, làng, bản, xóm ấp đặc biệt khó khăn thuộc các xã khu vực II thuộc 45 tỉnh, thành được đưa vào phạm vi của Chương trình 135.

## Giai đoạn III (2012-2015)
Từ giai đoạn này, chương trình 135 là Chương trình mục tiêu quốc gia giảm nghèo bền vững. Căn cứ pháp lý là Quyết định số 1489/QĐ-TTg ngày 8 tháng 10 năm 2012 của Thủ tướng Việt Nam. Chương trình có bốn dự án hợp phần:
1. Hỗ trợ đầu tư cơ sở hạ tầng các huyện nghèo, các xã đặc biệt khó khăn vùng bãi ngang ven biển, hải đảo
2. Hỗ trợ đầu tư cơ sở hạ tầng các xã đặc biệt khó khăn, xã biên giới, xã an toàn khu, các thôn, bản đặc biệt khó khăn
3. Nhân rộng mô hình giảm nghèo
4. Hỗ trợ nâng cao năng lực giảm nghèo, truyền thông và giám sát đánh giá thực hiện Chương trình

## Giai đoạn IV (2016-2020)
Từ giai đoạn này, chương trình 135 chỉ là một dự án của chương trình mục tiêu quốc gia về giảm nghèo bền vững. Căn cứ pháp lý là Quyết định 1722/QĐ-TTg ngày 2 tháng 9 năm 2016 của Thủ tướng Việt Nam. Ngoài 135, chương trình giảm nghèo bền vững còn dự án thành phần quan trọng nữa là Chương trình 30a (hỗ trợ huyện nghèo) và ba dự án hỗ trợ khác. Chương trình 135 khi này có 3 tiểu dự án, gồm:
1. Hỗ trợ đầu tư cơ sở hạ tầng cho các xã đặc biệt khó khăn, xã biên giới, xã an toàn khu, các thôn, bản đặc biệt khó khăn
2. Hỗ trợ phát triển sản xuất, đa dạng hóa sinh kế và nhân rộng mô hình giảm nghèo các xã đặc biệt khó khăn, xã biên giới, xã an toàn khu, các thôn, bản đặc biệt khó khăn
3. Nâng cao năng lực cho cộng đồng và cán bộ cơ sở các xã đặc biệt khó khăn, xã biên giới, xã an toàn khu; thôn bản đặc biệt khó khăn